# Abel Vieytez
Abel Omar Vieitez (Buenos Aires; 7 de diciembre de 1942 - 15 de febrero de 2016) fue un futbolista argentino que se desempeñó como defensa.

## Clubes
| Club               | País      | Año         |
| ------------------ | --------- | ----------- |
| Argentinos Juniors | Argentina | 1962 - 1965 |
| River Plate        | Argentina | 1966 - 1970 |
| All Boys           | Argentina | 1971        |
| Lanús              | Argentina | 1972        |

## Selección de Argentina
Formó parte del plantel campeón de la Copa de las Naciones 1964.

### Copas internacionales
| Título               | Club                   | País   | Año  |
| -------------------- | ---------------------- | ------ | ---- |
| Copa de las Naciones | Selección de Argentina | Brasil | 1964 |